# Lawrence James DeLucas
Lawrence James DeLucas (Syracuse, New York, 1950. július 11.–) amerikai űrhajós.

## Életpálya
1972-ben az Alabama Egyetemen (UAB) fiziológiából (szemészet) vizsgázott, majd 1974-ben ugyanitt megvédte diplomáját, majd 1981-ben szemészetből doktorált (Ph.D.). 1977-1982 között kombinált (szemészet-biokémia) doktoriján dolgozik. 1984-től az Alabama Egyetemen docense. 1989-től a NASA vezető kutatója.
1990. augusztus 6-tól a Lyndon B. Johnson Űrközpontban részesült űrhajóskiképzésben. Kiképzett űrhajósként, Spacelab specialistaként tagja volt több támogató (tanácsadó, problémamegoldó) csapatnak. Egy űrszolgálata alatt összesen 13 napot, 19 órát, 30 percet és 4 másodpercet töltött a világűrben. Űrhajós pályafutását 1992. július 9-én fejezte be. 1994-1995 között a NASA Tudományos Tanácsadója.

## Űrrepülések
STS–50, a Columbia űrrepülőgép 12. repülésének teherfelelőse. A nyolcadik Spacelab küldetés, valamint az USML–1 laboratórium Föld körüli pályára állítása, benne 31 mikrogravitációs kísérlet elvégzése volt a legénység egyik feladata. A Dobd Dynamics Module (DDM) segítségével súlytalanságban tanulmányozta a szferoidok dinamikáját. Egy űrszolgálata alatt összesen 13 napot, 19 órát és 30 percet (331 óra) töltött a világűrben. 9 200 000 kilométert (5 700 000 mérföldet) repült, 221 kerülte meg a Földet.

## Írásai
- Több mint 104 kutatási cikket publikált tudományos folyóiratokban.
- Társszerzője 2 könyvnek.

## Érdekességek
- Társ- és feltalálója 25 szabadalomnak.